# Метод Шеттлза
Ме́тод Ше́ттлза — набір рекомендацій, дотримуючись яких, подружжя нібито може впливати на стать майбутньої дитини. Концепцію розробив у 1960-х роках американський біолог Ландрум Бревер Шеттлз, її опублікував автор методу спільно з журналістом Девідом Рорвіком у книзі «Як вибрати стать вашої дитини» Твердження авторів були спростовані незалежними дослідженнями.

## Суть методу
Ідея методу Шеттлза ґрунтується на твердженні його автора, що сперматозоїди, які несуть у собі жіночу статеву хромосому (X) краще переносять кисле середовище і взагалі є витривалішими у порівнянні з тими сперматозоїдами, що мають у своєму ядрі чоловічу статеву хромосому (Y). З іншого боку, сперматозоїди, що мають Y-хромосому рухаються швидше, ніж X-хромосомні сперматозоїди. Незалежні дослідження встановили хибність подібних тверджень.

### Вибір часу для статевого акту
Шеттлз рекомендував тим парам, які бажають зачати хлопчика, утримуватись від статевих стосунків за кілька днів до овуляції, і мати статевий акт безпосередньо перед або одразу після овуляції. Тоді, згідно з твердженнями автора методу, сперматозоїди, що несуть у собі чоловічу хромосому першими досягають яйцеклітини, а тому ймовірність зачати хлопчика збільшується. Також Шеттлз рекомендував безпосередньо до статевих стосунків випити чашку або дві кави.
Тим парам, які бажають мати доньку, Шеттлз радив кохатися за 2½ — 3 дні до овуляції і після цього утримуватись від інтимних стосунків до завершення овуляції. У цьому разі, як вважав автор методу, сперматозоїди з жіночою статевою хромосомою мали б більше шансів дожити до овуляції ніж Y-хромосомні сперматозоїди, а тому збільшується імовірність зачати дівчинку.
Низкою досліджень було встановлено хибність даних тверджень.